# Physiological Reviews
Physiological Reviews, abgekürzt Physiol. Rev. ist eine wissenschaftliche Zeitschrift, die von der  American Physiological Society veröffentlicht wird. Die erste Ausgabe erschien im Januar 1921. Derzeit werden vier Ausgaben im Jahr veröffentlicht. Die Zeitschrift veröffentlicht Übersichtsartikel aus verschiedenen Bereichen der Physiologie und der biomedizinischen Wissenschaften. Adressaten sind Physiologen, Neurowissenschaftler, Zellbiologen, Biophysiker und Kliniker mit einem speziellen Interesse an der Pathophysiologie. Ausgaben, die älter sind als 12 Monate und jünger als 1997 sind kostenlos online verfügbar.
Der Impact Factor lag im Jahr 2014 bei 27,32. Nach der Statistik des ISI Web of Knowledge wird das Journal mit diesem Impact Factor in der Kategorie Physiologie an erster Stelle von 83 Zeitschriften geführt.
Chefherausgeber ist Dennis Brown, Harvard Medical School, Boston, USA.